# Миттон, Сара
Сара Доун Миттон (англ. Sarah Dawn Mitton; род. 20 июня 1996, Бруклин, Новая Шотландия) — канадская легкоатлетка, толкатель ядра, серебряный призёр чемпионата мира 2023 года, двукратная чемпионка мира в помещении (2024 и 2025), чемпионка Игр Содружества, чемпионка Универсиады 2019 года. Участница летних Олимпийских игр 2020 года в Токио.

## Биография
В 2019 году на летней Универсиаде в Неаполе Сара стала победителем в соревнованиях по толканию ядра с результатом 18,31 метра. В этом же горду на чемпионате мира в Дохе она не смогла пройти квалификацию в финал, заняв итоговое 24-е место. На Панамериканских игр 2019 года в Лиме с результатом 17,62 метра заняла шестое место.
На Олимпийских играх в Токио в 2021 году Сара Миттон не смогла  квалифицироваться в финал с результатом 16,62 метра.
На чемпионате мира 2022 года с результатом 19,77 м заняла четвёртое место.
На чемпионате мира 2023 года завоевала серебро в толкании ядра (20,08 м).
На чемпионате мира в помещении 2024 года в Глазго выиграла золото с результатом 20,22 м, опередив серебряного призёра всего на 3 см.
На Олимпийских играх 2024 года в Париже показала лучший результат в квалификации, толкнув ядро в первой же попытке на 19,77 м. Однако в финале с результатом 17,48 м неожиданно заняла последнее 12-е место. Повторение результата в квалификации позволило бы Миттон занять третье место в финале.
В марте 2025 года выиграла золото на чемпионате мира в помещении в Нанкине, показав результат 20,48 м. Второй и третий лучший толчок финала также был на счету Миттон (20,36 и 20,15).